# Chantal Curtis
Chantal Curtis foi uma cantora tunisina que obteve sucesso em 1979 com "Get Another Love". Ela teve algumas gravações publicadas inicialmente sob um nome diferente. Morreu em Israel em 1985 ao ser atingida por uma bala que estava destinada ao seu noivo. Durante a sua curta carreira trabalhou juntamente com a Pierre Jaubert e Vladimir Cosma.

## Biografia
Curtis nasceu na Tunísia. O seu verdadeiro nome era Chantal Sitruk.

## Carreira
Enquanto caminhava pelas ruas de Paris na década de 1970, enquanto falava com outra mulher, foi escutada pelo produtor Pierre Jaubert. Ele gostou do som da sua voz, e perguntou-lhe se ela podia cantar. Com vontade de trabalhar, ela aceitou a sua oferta.
A 2 de junho de 1979 na edição da Caixa, duas das suas canções foram mostradas para ser programadas na categoria dos "imperdíveis" . "Hey Táxi Driver" foi escolhida por Leon Wagner de Madison, e "Get Another Love" foi eleita por Chuck Parsons, de Baltimore. "Get Another Love" foi lançado por Keylock Recordes, e a libertação foi re-misturada por Glen Blacks. Em julho de 1979, "Get Another Love" passou 3 semanas nas listas britânicas, chegando ao n.º 51. Foi também um hit de discotecas, e nesse mês esteve na área de Dallas / Houston, onde foi número 11, apenas atrás de "Cuba", dos Irmãos Gibson. Também, a 14 de julho, Recorde Mundial reportou que se encontrava no "Hit Parade" do hotel Ritz em Houston. A canção foi posteriormente gravada anos mais tarde por Karla Brown.
O seu álbum foi produzido por Pierre Jaubert. Ele também utilizou a banda de rock afro Lafayette como músicos de acompanhamento.

### Trabalhos de sessão
Curtis também fez trabalho de sessão, em apoio de outros artistas durante as suas gravações. Juntamente com Carol Rowley, Maryse Cremieux, e The Zulu Gang, com coros de Pasteur Lappe em seu álbum, Na Real Sekele Fo Ya, que foi lançado em Disques Esperance em 1979. Também nesse ano, participou dos coros para o álbum de Kassav', Love And Ka Dance. Participou nos coros de In Need Of ..., álbum de Beckie Bell, publicado por Trema label em 1980. Com Carole Rowley, também deu a sua voz para o F. M. Band em seu auto-intitulado álbum lançado em 1980 pela FM Productions.

## Morte
Curtis morreu em Israel em 1985. Ela foi vítima de uma tentativa de assassinato contra o seu noivo, e foi atingida pela bala que estava destinada a ele.

## Discografia solo
| Título                                     | Ano  | País           | Notas  |
| ------------------------------------------ | ---- | -------------- | ------ |
| "Conseguir Outro Amor" / "Hey Táxi Driver" | 1979 | Países Baixos  |        |
| "Conseguir Outro Amor" / "Hey Táxi Driver" | 1979 | Estados Unidos |        |
| "Conseguir Outro Amor" / "I'm Burnin'"     | 1979 | Reino Unido    |        |
| "Hit Man" / "I Gotta Know"                 | 1979 | Reino Unido    | [ 14 ] |
| "Em Boa Lid" / "O Homem Que Virá"          | 1980 | França         | [ 15 ] |

| Título           | Ano  | País           | Notas  |
| ---------------- | ---- | -------------- | ------ |
| Obter Outro Amor | 1979 | Estados Unidos | [ 16 ] |

## Colaborações
| Título                                                                                | Artista        | Canção                   | Ano  | Notas                                                                                         |
| ------------------------------------------------------------------------------------- | -------------- | ------------------------ | ---- | --------------------------------------------------------------------------------------------- |
| Albert est méchant (Bande originale du filme de Hervé Palud)                          | Vários         | "Livin' Together"        | 2014 | com Vladimir Cosma                                                                            |
| Lhes incontournables, vol. 2 (Bandes originale du filme composées par vladimir cosma) | Vladimir Cosma | "Go on for Ever"         | 2015 | (de "La Boum") Créditos a Vladimir Cosma, Richard Sanderson & Chantal Curtis                  |
| Synthesis                                                                             | Synthesis      | "Feeling", "It's So New" | 2002 | Re-lançamento de Arc ZAL 2005 O primeiro relançamento em 1976 Creditos para Chantal Alexandre |